# 宇都宫短期大学
宇都宫短期大学（日语：／ Utsunomiya Tanki Daigaku *），简称宇短大（うたんだい），是一所位于日本栃木县宇都宫市的私立短期大学。

## 概要

### 简介
- 学校最早可以追溯到1900年[2]、短期大学为于1967年开办[3]、由学校法人须贺学园[3]。

### 历史
- 1967年 宇都宫短期大学成立并同时设置音乐科[3]。
- 2001年 人间福利学科（社会福利专攻、护理福利专攻）成立[3]。
- 2003年 幼儿福利专攻成立于人间福利学科[3]。
- 2010年 幼儿福利专攻招生最后[3]。

## 学校环境
- 校区：在栃木县宇都宫市

## 历任校长
- 须贺友正：第一代短期大学校长[4]。
- 须贺英之：现在短期大学校长[5]

## 组织

### 学科
- 音乐科
- 人间福利学科
  - 社会福利专攻
  - 护理福利专攻
  - 幼儿福利专攻[注 1]

### 专科
| - 没有 |

### 业余课程
| - 没有 |

### 附属学校
| - 中学校：宇都宫短期大学附属中学校成立于1983年。 - 高等学校：宇都宫短期大学附属高等学校成立于1948年。 |

### 附属机关
| - 图书馆 |

## 相关链接
- 日本短期大学列表
- 宇都宫共和大学